# Jorge Dubanced
Jorge Roberto Dubanced Conversano (Buenos Aires, Argentina, 28 de junio de 1950) es un exfutbolista argentino.

## Biografía
Se inició el club Defensores de Belgrano, debutando en 1967 a los 18 años de edad. 
Es un histórico en Santiago Wanderers de Valparaíso, club donde militó entre 1973 y 1974.

## Clubes
| Club                   | País      | Año       |
| ---------------------- | --------- | --------- |
| Defensores de Belgrano | Argentina | 1967-1969 |
| Argentinos Juniors     | Argentina | 1969      |
| Deportivo Morón        | Argentina | 1970      |
| Defensores de Belgrano | Argentina | 1971      |
| Lusitano FC            | Sudáfrica | 1972      |
| Santiago Wanderers     | Chile     | 1973-1974 |
| Colo-Colo              | Chile     | 1975      |
| Deportes Concepción    | Chile     | 1976      |
| Atlético Bucaramanga   | Colombia  | 1976-1977 |
| Villa Dálmine          | Argentina | 1978      |
| Deportivo Municipal    | Perú      | 1979      |
| San Martín             | Argentina | 1980      |
| Excursionistas         | Argentina | 1981      |